# 皮芒古
皮芒古（法語：Puymangou，法語發音：[pɥimɑ̃ɡu]）是法国多尔多涅省的一个市镇，属于佩里格区。该市镇总面积11.29平方公里，2009年时的人口为93人。2016年，皮芒古与市镇圣欧莱合并为新市镇圣欧莱-皮芒古。

## 人口
皮芒古人口变化图示